# Pihla Pelkiö
Pihla Pelkiö est une ancienne joueuse finlandaise de volley-ball née le 27 septembre 1989. Elle mesure 1,82 m et jouait au poste de centrale. 

## Clubs
| Club               | De        | À         |
| ------------------ | --------- | --------- |
| Ajo-KLP Team       | 2005-2006 | 2008-2009 |
| Oriveden Ponnistus | 2009-2010 | 2009-2010 |
| HPK Naiset         | 2010-2011 | 2016-2017 |

## Palmarès
- Championnat de Finlande
  - Vainqueur : 2016.
  - Finaliste : 2012, 2017.
- Coupe de Finlande
  - Finaliste : 2014, 2016.